# Autoba purpurascens
Autoba purpurascens là một loài bướm đêm trong họ Erebidae.